# Australien i olympiska sommarspelen 2008
Australien i olympiska sommarspelen 2008 bestod av hela 639 idrottare som blivit uttagna av Australiens olympiska kommitté.

## Badminton
- Huvudartikel: Badminton vid olympiska sommarspelen 2008

- Herrar

| Namn                   | Gren   | 32-delsfinal                          | 16-delsfinal     | 8-delsfinal                              | Kvartsfinal      | Semifinal        | Final            | Final            |
| Namn                   | Gren   | Resultat                              | Resultat         | Resultat                                 | Resultat         | Resultat         | Resultat         | Plats            |
| ---------------------- | ------ | ------------------------------------- | ---------------- | ---------------------------------------- | ---------------- | ---------------- | ---------------- | ---------------- |
| Stuart Gomez           | Singel | Kehlhoffner (FRA) L 21-19 20-22 15-21 | Gick inte vidare | Gick inte vidare                         | Gick inte vidare | Gick inte vidare | Gick inte vidare | Gick inte vidare |
| Ross Smith Glenn Warfe | Dubbel |                                       |                  | Łogosz och Mateusiak (POL) L 13-21 16-21 | Gick inte vidare | Gick inte vidare | Gick inte vidare | Gick inte vidare |

- Damer

| Namn                      | Gren   | 32-delsfinal                | 16-delsfinal     | 8-delsfinal                                        | Kvartsfinal      | Semifinal        | Final            | Final            |
| Namn                      | Gren   | Resultat                    | Resultat         | Resultat                                           | Resultat         | Resultat         | Resultat         | Plats            |
| ------------------------- | ------ | --------------------------- | ---------------- | -------------------------------------------------- | ---------------- | ---------------- | ---------------- | ---------------- |
| Erin Caroll               | singel | Martínez (ESP) L 9-21,16-21 | Gick inte vidare | Gick inte vidare                                   | Gick inte vidare | Gick inte vidare | Gick inte vidare | Gick inte vidare |
| Tania Luiz Eugenia Tanaka | Dubbel |                             |                  | Miyuki Maeda och Satoko Suetsuna (JPN) L 4-21 8-21 | Gick inte vidare | Gick inte vidare | Gick inte vidare | Gick inte vidare |

## Basketboll
- Huvudartikel: Basketboll vid olympiska sommarspelen 2008
- Herrar

| Lag        | V | F | PF  | PA  | PDiff | Poäng |
| ---------- | - | - | --- | --- | ----- | ----- |
| Litauen    | 4 | 1 | 425 | 400 | +25   | 9     |
| Argentina  | 4 | 1 | 425 | 361 | +64   | 9     |
| Kroatien   | 3 | 2 | 399 | 380 | +19   | 8     |
| Australien | 3 | 2 | 457 | 405 | +52   | 8     |
| Ryssland   | 1 | 4 | 387 | 406 | -19   | 6     |
| Iran       | 0 | 5 | 323 | 464 | -141  | 5     |

| 2008-08-10 |          |            |
| Australien | 82 – 97  | Kroatien   |
| 2008-08-12 |          |            |
| Argentina  | 85 – 68  | Australien |
| 2008-08-14 |          |            |
| Australien | 106 – 68 | Iran       |
| 2008-08-16 |          |            |
| Ryssland   | 80 – 95  | Australien |
| 2008-08-18 |          |            |
| Australien | 106 – 75 | Litauen    |

|  | Kvartsfinal | Kvartsfinal | Kvartsfinal |         |         | Semifinal | Semifinal | Semifinal |            |            | Final      | Final      | Final |
|  |             |             |             |         |         |           |           |           |            |            |            |            |       |
|  | A2          | Argentina   | 80          |         |         |           |           |           |            |            |            |            |       |
|  | B3          | Grekland    | 78          |         |         |           |           |           |            |            |            |            |       |
|  | B3          | Grekland    | 78          |         | A2      | Argentina | 81        |           |            |            |            |            |       |
|  |             |             |             |         | A2      | Argentina | 81        |           |            |            |            |            |       |
|  |             | B1          | USA         | 101     |         |           |           |           |            |            |            |            |       |
|  | B1          | B1          | USA         | 101     | USA     | 116       |           |           |            |            |            |            |       |
|  | B1          |             |             |         | USA     | 116       |           |           |            |            |            |            |       |
|  | A4          | Australien  | 85          |         |         |           |           |           |            |            |            |            |       |
|  |             |             |             |         |         |           |           |           |            |            | B1         | USA        | 118   |
|  |             |             | B2          | Spanien | 107     |           |           |           |            |            |            |            |       |
|  | B2          | Spanien     | 72          |         |         |           |           |           |            |            |            |            |       |
|  | A3          | Kroatien    | 59          |         |         |           |           |           |            |            |            |            |       |
|  | A3          | Kroatien    | 59          |         | B2      | Spanien   | 91        |           | Bronsmatch | Bronsmatch | Bronsmatch | Bronsmatch |       |
|  |             |             |             |         | B2      | Spanien   | 91        |           | Bronsmatch | Bronsmatch | Bronsmatch | Bronsmatch |       |
|  |             | A1          | Litauen     | 86      |         |           |           |           |            |            |            |            |       |
|  | A1          | A1          | Litauen     | 86      | Litauen | 94        |           | A2        | Argentina  | 87         |            |            |       |
|  | A1          |             |             |         | Litauen | 94        |           | A2        | Argentina  | 87         |            |            |       |
|  | B4          | Kina        | 68          |         |         |           |           |           |            |            | A1         | Litauen    | 75    |

- Damer

| Lag         | V | F | PF  | PA  | PDiff | Poäng |
| ----------- | - | - | --- | --- | ----- | ----- |
| Australien  | 5 | 0 | 349 | 264 | +85   | 10    |
| Ryssland    | 4 | 1 | 278 | 258 | +20   | 9     |
| Vitryssland | 2 | 3 | 320 | 332 | -12   | 7     |
| Sydkorea    | 2 | 3 | 352 | 360 | -8    | 7     |
| Lettland    | 1 | 4 | 266 | 315 | -49   | 6     |
| Brasilien   | 1 | 4 | 337 | 354 | -17   | 6     |

| 2008-08-09  |         |            |
| Vitryssland | 64 – 83 | Australien |
| 2008-08-11  |         |            |
| Australien  | 80 – 65 | Brasilien  |
| 2008-08-13  |         |            |
| Sydkorea    | 62 – 90 | Australien |
| 2008-08-15  |         |            |
| Lettland    | 73 – 96 | Australien |
| 2008-08-17  |         |            |
| Australien  | 75 – 55 | Ryssland   |

|  | Kvartsfinal | Kvartsfinal | Kvartsfinal |            |            | Semifinal | Semifinal | Semifinal |            |            | Final      | Final      | Final |
|  |             |             |             |            |            |           |           |           |            |            |            |            |       |
|  | A2          | Ryssland    | 84          |            |            |           |           |           |            |            |            |            |       |
|  | B3          | Spanien     | 65          |            |            |           |           |           |            |            |            |            |       |
|  | B3          | Spanien     | 65          |            | A2         | Ryssland  | 52        |           |            |            |            |            |       |
|  |             |             |             |            | A2         | Ryssland  | 52        |           |            |            |            |            |       |
|  |             | B1          | USA         | 67         |            |           |           |           |            |            |            |            |       |
|  | B1          | B1          | USA         | 67         | USA        | 104       |           |           |            |            |            |            |       |
|  | B1          |             |             |            | USA        | 104       |           |           |            |            |            |            |       |
|  | A4          | Sydkorea    | 60          |            |            |           |           |           |            |            |            |            |       |
|  |             |             |             |            |            |           |           |           |            |            | B1         | USA        | 118   |
|  |             |             | A1          | Australien | 107        |           |           |           |            |            |            |            |       |
|  | B2          | Kina        | 77          |            |            |           |           |           |            |            |            |            |       |
|  | A3          | Vitryssland | 62          |            |            |           |           |           |            |            |            |            |       |
|  | A3          | Vitryssland | 62          |            | B2         | Kina      | 56        |           | Bronsmatch | Bronsmatch | Bronsmatch | Bronsmatch |       |
|  |             |             |             |            | B2         | Kina      | 56        |           | Bronsmatch | Bronsmatch | Bronsmatch | Bronsmatch |       |
|  |             | A1          | Australien  | 90         |            |           |           |           |            |            |            |            |       |
|  | A1          | A1          | Australien  | 90         | Australien | 76        |           | A2        | Ryssland   | 94         |            |            |       |
|  | A1          |             |             |            | Australien | 76        |           | A2        | Ryssland   | 94         |            |            |       |
|  | B4          | Tjeckien    | 46          |            |            |           |           |           |            |            | B2         | Kina       | 81    |

## Bordtennis
- Huvudartikel: Bordtennis vid olympiska sommarspelen 2008
- Singel, herrar

| Kyle Davis      | Singel | Ahmed Ali Saleh (EGY) L 7-11 6-11 12-10 7-11 8-11 | Gick inte vidare                                       | Gick inte vidare                                           | Gick inte vidare | Gick inte vidare | Gick inte vidare | Gick inte vidare |                  |                  |
| William Henzell | Singel | Idir Khourta (ALG) W 8-11 -3 11-2 11-5 11-8       | Jens Lundqvist (SWE) W 15-13 11-9 8-11 5-11 12-10 11-3 | Yoon Jae Young (KOR) L 11-4 11-7 9-11 12-10 5-11 7-11 4-11 | Gick inte vidare | Gick inte vidare | Gick inte vidare | Gick inte vidare | Gick inte vidare | Gick inte vidare |
| David Zalcberg  | Singel | Doan Kien Quoc (VIE) L 8-11 7-11 10-12 5-11       | Gick inte vidare                                       | Gick inte vidare                                           | Gick inte vidare | Gick inte vidare | Gick inte vidare | Gick inte vidare |                  |                  |

- Lag, herrar

| Lag        | Poäng | Matcher | Vinster | Förluster | GW | GL |
| ---------- | ----- | ------- | ------- | --------- | -- | -- |
| Kina       | 6     | 3       | 3       | 0         | 9  | 0  |
| Österrike  | 5     | 3       | 2       | 1         | 6  | 3  |
| Grekland   | 4     | 3       | 1       | 2         | 3  | 6  |
| Australien | 3     | 3       | 0       | 3         | 0  | 9  |

13 augusti
| Österrike | 3–0 | Australien |

14 augusti
| Kina     | 3–0 | Australien |
| Grekland | 3–0 | Australien |

- Singel, damer

| Idrottare      | Gren   | Grundomgång                                      | Omgång 1                                                   | Omgång 2                                   | Omgång 3/4           | Semifinal            | Final                |
| Idrottare      | Gren   | Motståndare Resultat                             | Motståndare Resultat                                       | Motståndare Resultat                       | Motståndare Resultat | Motståndare Resultat | Motståndare Resultat |
| -------------- | ------ | ------------------------------------------------ | ---------------------------------------------------------- | ------------------------------------------ | -------------------- | -------------------- | -------------------- |
| Jian Fang Lay  | Singel | Aggarwal Neha (IND) W 10-12 11-8 13-11 11-8 11-4 | Sandra Paovic (CRO) L 11-5 9-11 10-12 -10 14-12 4-11 9-11  | Gick inte vidare                           | Gick inte vidare     | Gick inte vidare     | Gick inte vidare     |
| Miao Miao      | Singel | Cecilia Otu Offiong (NGR) W 11-7 11-5 11-5 14-12 | Irina Kotikhina (RUS) W 11-9 15-13 5-11 10-12 11-8 4-11 -9 | Dang Ye-Seo (KOR) L 3-11 -7 3-11 6-11 6-11 | Gick inte vidare     | Gick inte vidare     | Gick inte vidare     |
| Stephanie Sang | Singel | Bose Kaffo (NGR) W 11-8 10-12 11-9 11-2 11-7     | Svetlana Ganina (RUS) W (W.O.)                             | Wu Xue (DOM) L 5-11 11-13 9-11 6-11        | Gick inte vidare     | Gick inte vidare     | Gick inte vidare     |

- Lag, damer

| Lag        | Poäng | Matcher | Vinster | Förluster | GW | GL |
| ---------- | ----- | ------- | ------- | --------- | -- | -- |
| Sydkorea   | 6     | 3       | 3       | 0         | 9  | 0  |
| Japan      | 5     | 3       | 2       | 1         | 6  | 5  |
| Spanien    | 4     | 3       | 1       | 2         | 5  | 6  |
| Australien | 3     | 3       | 0       | 3         | 0  | 9  |

13 augusti
| Japan | 3–0 | Australien |

14 augusti
| Sydkorea | 3–0 | Australien |
| Spanien  | 3–0 | Australien |

## Boxning
- Huvudartikel: Boxning vid olympiska sommarspelen 2008

| Stephen Sutherland | Flugvikt        | Walid Cherif (CHI) L 2-14       | Gick inte vidare              | Gick inte vidare | Gick inte vidare | Gick inte vidare | Gick inte vidare | Gick inte vidare |                  |
| Luke Boyd          | Bantamvikt      | Khumiso Ikgopoleng (BOT) L 8-18 | Gick inte vidare              | Gick inte vidare | Gick inte vidare | Gick inte vidare | Gick inte vidare | Gick inte vidare |                  |
| Paul Fleming       | Fjädervikt      | Khedafi Djelkhir (FRA) L 9-13   | Gick inte vidare              | Gick inte vidare | Gick inte vidare | Gick inte vidare | Gick inte vidare | Gick inte vidare |                  |
| Anthony Little     | Lättvikt        | Indongo (NAM) W 14-2            | Tishchenko (RUS) L 3-11       | Gick inte vidare | Gick inte vidare | Gick inte vidare | Gick inte vidare | Gick inte vidare | Gick inte vidare |
| Todd Kidd          | Lätt weltervikt | Driss Moussaid (MAR) L 2-23     | Gick inte vidare              | Gick inte vidare | Gick inte vidare | Gick inte vidare | Gick inte vidare | Gick inte vidare |                  |
| Gerard O'Mahony    | Weltervikt      | Vitalie Grușac (MDA) L 2-7      | Gick inte vidare              | Gick inte vidare | Gick inte vidare | Gick inte vidare | Gick inte vidare | Gick inte vidare |                  |
| Jarrod Fletcher    | Medelvikt       | Emilio Correa (CUB) L 4-17      | Gick inte vidare              | Gick inte vidare | Gick inte vidare | Gick inte vidare | Gick inte vidare | Gick inte vidare |                  |
| Bradley Pitt       | Tungvikt        |                                 | Mohamed Arjaoui (MAR) L 6-11  | Gick inte vidare | Gick inte vidare | Gick inte vidare |                  |                  |                  |
| Daniel Beahan      | Supertungvikt   |                                 | Ruslan Myrsatayev (KAZ) L RSC | Gick inte vidare | Gick inte vidare | Gick inte vidare |                  |                  |                  |

## Brottning
- Huvudartikel: Brottning vid olympiska sommarspelen 2008

Herrar
| Ali Abdo         | Fristil, weltervikt              | Ahmet Gulhan (TUR) L 0-3      | Gick inte vidare | Gick inte vidare | Gick inte vidare | Gick inte vidare |
| Sandeep Kumar    | Fristil, mellanvikt              | Yusup Abdusalomov (TJK) L 0-3 | Gick inte vidare | Gick inte vidare | Gick inte vidare | Gick inte vidare |
| Hassan Shahsavan | Grekisk-romersk stil, weltervikt | Roman Melyoshin (KAZ) L 1-3   | Gick inte vidare | Gick inte vidare | Gick inte vidare | Gick inte vidare |

Damer
| Kyla Bremner | Fristil, flugvikt | Hyung-Joo Kim (KOR) L 0-3 | Gick inte vidare | Gick inte vidare | Gick inte vidare | Gick inte vidare |

## Bågskytte
- Huvudartikel: Bågskytte vid olympiska sommarspelen 2008

- Herrar

| Namn                               | Gren         | Rankingrunda | Rankingrunda | 32-delsfinal                   | 16-delsfinal              | 8-delsfinal         | Kvartsfinal      | Semifinal        | Final            | Final |
| Namn                               | Gren         | Poäng        | Seed         | Resultat                       | Resultat                  | Resultat            | Resultat         | Resultat         | Resultat         | Plats |
| ---------------------------------- | ------------ | ------------ | ------------ | ------------------------------ | ------------------------- | ------------------- | ---------------- | ---------------- | ---------------- | ----- |
| Matthew Gray                       | Individuellt | 654          | 39           | Sian (MAS) (26) L 101-109      | Gick inte vidare          | Gick inte vidare    | Gick inte vidare | Gick inte vidare | Gick inte vidare | 45    |
| Sky Kim                            | Individuellt | 665          | 14           | Girouille (FRA) (51) W 112-110 | Proć (POL) (19) L 110-111 | Gick inte vidare    | Gick inte vidare | Gick inte vidare | Gick inte vidare | 21    |
| Michael Naray                      | Individuellt | 658          | 30           | Valladont (FRA) (35) W 108-106 | Ruban (UKR) (3) L 105-115 | Gick inte vidare    | Gick inte vidare | Gick inte vidare | Gick inte vidare | 26    |
| Matthew Gray Sky Kim Michael Naray | Lag          | 1977         | 9            |                                |                           | Polen (8) L 218-223 | Gick inte vidare | Gick inte vidare | Gick inte vidare | 10    |

- Damer

| Namn             | Gren         | Rankingrunda | Rankingrunda | 32-delsfinal                   | 16-delsfinal     | 8-delsfinal      | Kvartsfinal      | Semifinal        | Final            | Final |
| Namn             | Gren         | Poäng        | Seed         | Resultat                       | Resultat         | Resultat         | Resultat         | Resultat         | Resultat         | Plats |
| ---------------- | ------------ | ------------ | ------------ | ------------------------------ | ---------------- | ---------------- | ---------------- | ---------------- | ---------------- | ----- |
| Alexandra Feeney | Individuellt | 580          | 59           | Yuan (TPE) (6) L 101-104       | Gick inte vidare | Gick inte vidare | Gick inte vidare | Gick inte vidare | Gick inte vidare | 59    |
| Jane Waller      | Individuellt | 634          | 28           | Vardineni (IND) (37) L 100-106 | Gick inte vidare | Gick inte vidare | Gick inte vidare | Gick inte vidare | Gick inte vidare | 38    |

## Cykling
- Huvudartikel: Cykling vid olympiska sommarspelen 2008

### BMX
Herrar
| Idrottare    | Gren         | Seedning | Seedning  | Kvartsfinal | Kvartsfinal | Semifinal        | Semifinal        | Final            | Final            |
| Idrottare    | Gren         | Tid      | Placering | Poäng       | Placering   | Poäng            | Placering        | Poäng            | Placering        |
| ------------ | ------------ | -------- | --------- | ----------- | ----------- | ---------------- | ---------------- | ---------------- | ---------------- |
| Jared Graves | Individuellt | 36,372   | 11        | 4           | 1 Q         | 10               | 3 Q              | 6                | 6                |
| Kamakazi     | Individuellt | 36,492   | 15        | 13          | 4 Q         | 18               | 6                | Gick inte vidare | Gick inte vidare |
| Luke Madill  | Individuellt | 36,795   | 22        | 18          | 7           | Gick inte vidare | Gick inte vidare | Gick inte vidare | Gick inte vidare |

Damer
| Idrottare       | Gren         | Seedning | Seedning  | Kvartsfinal | Kvartsfinal | Semifinal | Semifinal | Final            | Final            |
| Idrottare       | Gren         | Tid      | Placering | Poäng       | Placering   | Poäng     | Placering | Poäng            | Placering        |
| --------------- | ------------ | -------- | --------- | ----------- | ----------- | --------- | --------- | ---------------- | ---------------- |
| Tanya Bailey    | Individuellt | 38,285   | 10        |             |             | 22        | 8         | Gick inte vidare | Gick inte vidare |
| Nicole Callisto | Individuellt | 36,717   | 6         |             |             | 12        | 4 Q       | 6                | 6                |

### Terräng
Herrar
| Cyklist          | Gren         | Tid     | Placering |
| ---------------- | ------------ | ------- | --------- |
| Daniel McConnell | Mountainbike | −2 Laps | 39        |

Damer
| Cyklist      | Gren         | Tid     | Placering |
| ------------ | ------------ | ------- | --------- |
| Dellys Starr | Mountainbike | −2 Laps | 26        |

### Landsväg
Herrar
| Idrottare      | Gren      | Tid                   | Placering |
| -------------- | --------- | --------------------- | --------- |
| Cadel Evans    | Linjelopp | 6:24:11 (+0:22)       | 15        |
| Cadel Evans    | Tempolopp | 1:03:34,97 (+1:23,54) | 5         |
| Simon Gerrans  | Linjelopp | 6:26:17 (+2:28)       | 37        |
| Matthew Lloyd  | Linjelopp | 6:26:17 (+2:28)       | 31        |
| Stuart O'Grady | Linjelopp | DNF                   | DNF       |
| Michael Rogers | Linjelopp | 6:23:49 (+0:00)       | 6         |
| Michael Rogers | Tempolopp | 1:04:46,85 (+2:35,42) | 8         |

Damer
| Cyklist         | Gren      | Tid                 | Placering |
| --------------- | --------- | ------------------- | --------- |
| Katherine Bates | Linjelopp | DNF                 | DNF       |
| Sara Carrigan   | Linjelopp | 3:33:25 (+1:01)     | 38        |
| Oenone Wood     | Linjelopp | 3:33:17 (+0:53)     | 29        |
| Oenone Wood     | Tempolopp | 38:53,45 (+4:01,73) | 22        |

### Bana

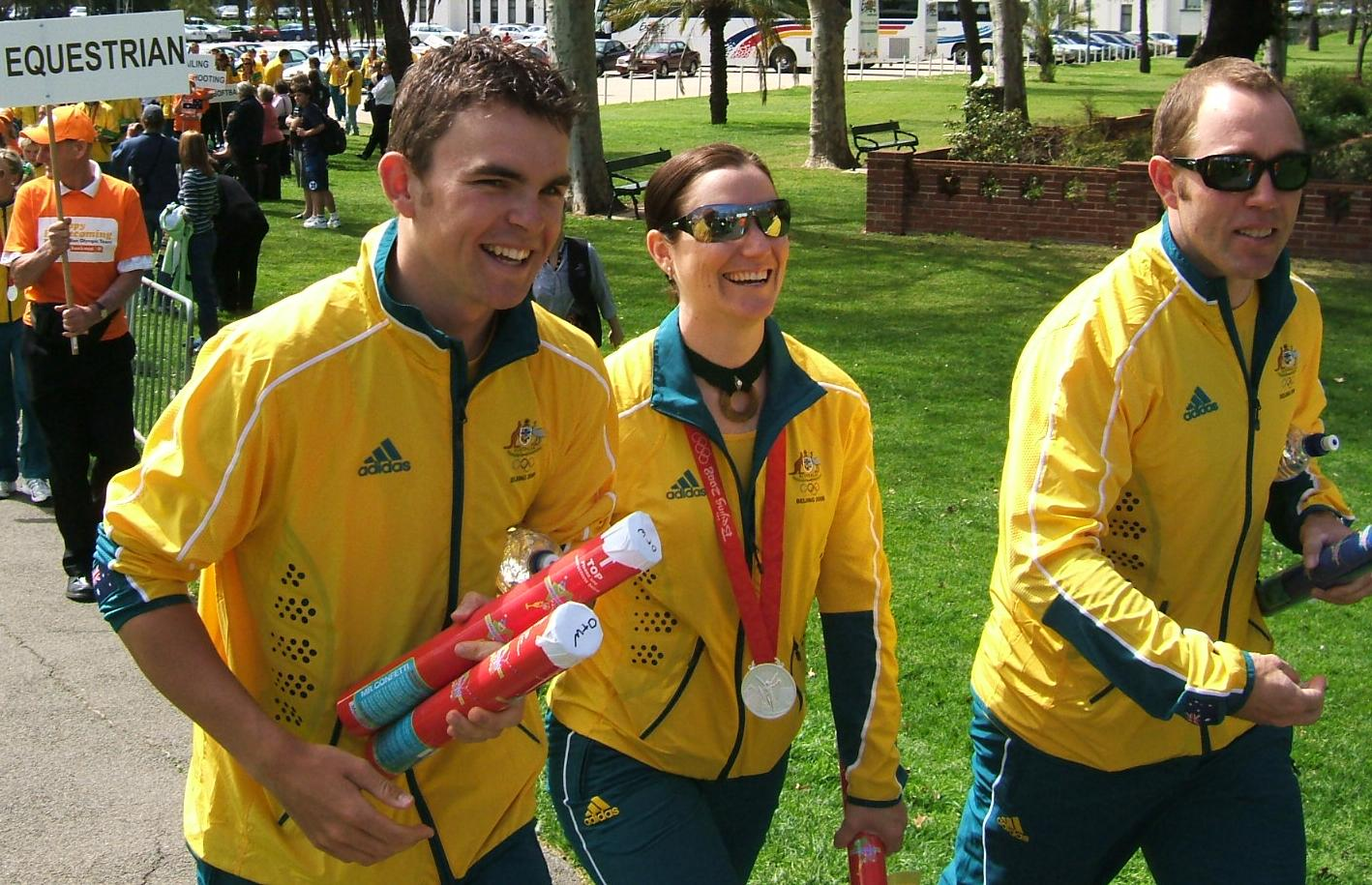
Australiska cyklisterna Jack Bobridge, Anna Meares och Shane Kelly.

Sprint
| Cyklist                                       | Gren                | Kval                                      | Kval      | Första omgången                                            | Andra omgången                              | Semifinaler                                           | Final                 | Final            |                  |
| Cyklist                                       | Gren                | Tid fart                                  | Placering | Opposition Tid                                             | Opposition Tid/resultat                     | Opposition Resultat                                   | Opposition Resultat   | Placering        |                  |
| --------------------------------------------- | ------------------- | ----------------------------------------- | --------- | ---------------------------------------------------------- | ------------------------------------------- | ----------------------------------------------------- | --------------------- | ---------------- | ---------------- |
| Ryan Bayley                                   | Herrarnas sprint    | 10,362                                    | 12 Q      | M. Awang (MAS) 10,763 W                                    | M. Levy (GER) 10,763 L (3:a i uppsamlingen) | Gick inte vidare                                      | Gick inte vidare      | Gick inte vidare | Gick inte vidare |
| Mark French                                   | Herrarnas sprint    | 10,337                                    | 10 Q      | Theo Bos (NED) 10,959 L (2:a i uppsamlingen)               | Gick inte vidare                            | Gick inte vidare                                      | Gick inte vidare      | Gick inte vidare | Gick inte vidare |
| Anna Meares                                   | Damernas sprint     | 11,140                                    | 3 Q       | Y. Hijgenaar (NED) 11,663 W                                | Sanchez (FRA) 2–0 W                         | Shuang (CHN) 2–1 W                                    | Pendleton (GBR) 0–2 L |                  |                  |
| Ryan Bayley Dan Ellis Mark French Shane Kelly | Herrarnas lagsprint | 44,335 60,899 km/h (Ellis, French, Kelly) | 5 Q       | Nederländerna 44,090 W 61,238 km/h (Bayley, Ellis, French) |                                             | Tyskland 44,022 L 61,332 km/h (Bayley, Ellis, French) | Gick inte vidare      | 4                |                  |

Förföljelser
| Cyklist                                                                                   | Gren                       | Kvalificering | Kvalificering | Första omgången        | Första omgången  | Finaler               | Finaler          |
| Cyklist                                                                                   | Gren                       | Tid           | Placering     | Opposition Tid         | Placering        | Opposition Tid        | Placering        |
| ----------------------------------------------------------------------------------------- | -------------------------- | ------------- | ------------- | ---------------------- | ---------------- | --------------------- | ---------------- |
| Bradley McGee                                                                             | Herrarnas ind. förföljelse | 4:26,084      | 9             | Gick inte vidare       | Gick inte vidare | Gick inte vidare      | Gick inte vidare |
| Brett Lancaster                                                                           | Herrarnas ind. förföljelse | 4:26,139      | 12            | Gick inte vidare       | Gick inte vidare | Gick inte vidare      | Gick inte vidare |
| Katie Mactier                                                                             | Damernas ind. förföljelse  | 3:38,178      | 7 Q           | 3:37,296               | 7                | Gick inte vidare      | Gick inte vidare |
| From: Jack Bobridge Graeme Brown Mark Jamieson Brett Lancaster Bradley McGee Luke Roberts | Herrarnas lagförföljelse   |               |               | Nederländerna 3:58,633 | 4Q               | Nya Zeeland 3:59,06 L | 4                |

Keirin
| Cyklist     | Gren             | 1:a omgången | 2:a omgången | Final     |
| Cyklist     | Gren             | Placering    | Placering    | Placering |
| ----------- | ---------------- | ------------ | ------------ | --------- |
| Ryan Bayley | Herrarnas keirin | 1 Q          | 6            | 8         |
| Shane Kelly | Herrarnas keirin | 2 Q          | 2 Q          | 4         |

Poänglopp
| Cyklist         | Gren                | Poäng | Placering |
| --------------- | ------------------- | ----- | --------- |
| Cameron Meyer   | Herrarnas poänglopp | 36    | 4         |
| Katherine Bates | Damernas poänglopp  | 10    | 6         |

## Fotboll
- Huvudartikel: Fotboll vid olympiska sommarspelen 2008
- Herrar

| Nr          | Namn                  | Klubb                  | Födelsedag       | SM        | Mål       |           | Gult kort · Gult kort · Rött kort | Rött kort |
| Målvakter   | Målvakter             | Målvakter              | Målvakter        | Målvakter | Målvakter | Målvakter | Målvakter                         | Målvakter |
| ----------- | --------------------- | ---------------------- | ---------------- | --------- | --------- | --------- | --------------------------------- | --------- |
| 1           | Adam Federici         | Reading                | 31 januari 1985  | 3         | 0         | 1         | 0                                 | 0         |
| 18          | Tando Velaphi         | Perth Glory            | 17 april 1987    | 0         | 0         | 0         | 0                                 | 0         |
| Försvarare  |                       |                        |                  |           |           |           |                                   |           |
| 2           | Jade North*           | Newcastle Jets         | 7 januari 1982   | 3         | 0         | 0         | 0                                 | 0         |
| 3           | Adrian Leijer         | Fulham                 | 25 mars 1986     | 0         | 0         | 0         | 0                                 | 0         |
| 4           | Mark Milligan (K)     | Sydney FC              | 4 augusti 1985   | 3         | 0         | 1         | 0                                 | 0         |
| 5           | Matthew Spiranovic    | 1. FC Nürnberg         | 27 juni 1988     | 3         | 0         | 1         | 0                                 | 0         |
| 6           | Nikolai Topor-Stanley | Perth Glory            | 11 mars 1985     | 1(1)      | 0         | 0         | 0                                 | 0         |
| 12          | Trent McClenahan      | Hereford United        | 4 februari 1985  | 2(1)      | 0         | 1         | 0                                 | 0         |
| Mittfältare |                       |                        |                  |           |           |           |                                   |           |
| 7           | Neil Kilkenny         | Leeds United           | 19 december 1985 | 1         | 0         | 0         | 0                                 | 0         |
| 8           | Stuart Musialik       | Sydney FC              | 29 mars 1985     | 3         | 0         | 1         | 0                                 | 0         |
| 11          | David Carney*         | Sheffield United       | 30 november 1983 | 3         | 0         | 0         | 0                                 | 0         |
| 13          | Ruben Zadkovich       | Derby County           | 23 maj 1986      | 2         | 1         | 0         | 0                                 | 0         |
| 14          | James Troisi          | Klubblös               | 3 juli 1988      | 1(1)      | 0         | 0         | 0                                 | 0         |
| 15          | Kristian Sarkies      | Adelaide United        | 25 oktober 1986  | 1(1)      | 0         | 0         | 0                                 | 0         |
| 16          | Billy Celeski         | Melbourne Victory      | 14 juli 1985     | 2(1)      | 0         | 0         | 0                                 | 0         |
| Anfallare   |                       |                        |                  |           |           |           |                                   |           |
| 9           | Mark Bridge           | Sydney FC              | 7 november 1985  | 1(2)      | 0         | 0         | 0                                 | 0         |
| 10          | Archie Thompson*      | Melbourne Victory      | 23 oktober 1978  | 2         | 0         | 0         | 0                                 | 0         |
| 17          | Nikita Rukavytsya     | Perth Glory            | 22 juni 1987     | 2(1)      | 0         | 0         | 0                                 | 0         |
| 21          | Matt Simon            | Central Coast Mariners | 22 januari 1986  | (1)       | 0         | 0         | 0                                 | 0         |
| Tränare     |                       |                        |                  |           |           |           |                                   |           |
| Australien  | Graham Arnold         |                        | 3 augusti 1963   |           |           |           |                                   |           |

* Spelaren är född tidigare än 1 januari 1985.
- Grupp A

| Lag             | S | V | O | F | GM | IM | MS | P |
| --------------- | - | - | - | - | -- | -- | -- | - |
| Argentina       | 3 | 3 | 0 | 0 | 5  | 1  | +4 | 9 |
| Elfenbenskusten | 3 | 2 | 0 | 1 | 6  | 4  | +2 | 6 |
| Australien      | 3 | 0 | 1 | 2 | 1  | 3  | −2 | 1 |
| Serbien         | 3 | 0 | 1 | 2 | 3  | 7  | −4 | 1 |

|       | 2008-08-07 | Australien U23 | 1 – 1     | Serbien U23  | Shanghai Stadium, Shanghai                     |                                                |
| 17.00 | 17.00      | Zadkovich 69′  | (Rapport) | Rajković 78′ | Publik: 36 184 Domare: Jerome Damon, Sydafrika | Publik: 36 184 Domare: Jerome Damon, Sydafrika |
| 17.00 | 17.00      |                |           |              | Publik: 36 184 Domare: Jerome Damon, Sydafrika | Publik: 36 184 Domare: Jerome Damon, Sydafrika |
| 17.00 | 17.00      |                |           |              | Publik: 36 184 Domare: Jerome Damon, Sydafrika | Publik: 36 184 Domare: Jerome Damon, Sydafrika |

|       | 2008-08-10 | Argentina U23 | 1 – 0     | Australien U23 | Shanghai Stadium, Shanghai                   |                                              |
| 17.00 | 17.00      | Lavezzi 76′   | (Rapport) |                | Publik: 38 182 Domare: Viktor Kassai, Ungern | Publik: 38 182 Domare: Viktor Kassai, Ungern |
| 17.00 | 17.00      |               |           |                | Publik: 38 182 Domare: Viktor Kassai, Ungern | Publik: 38 182 Domare: Viktor Kassai, Ungern |
| 17.00 | 17.00      |               |           |                | Publik: 38 182 Domare: Viktor Kassai, Ungern | Publik: 38 182 Domare: Viktor Kassai, Ungern |

|       | 2008-08-13 | Elfenbenskusten U23 | 1 – 0     | Australien U23 | Tianjin Olympic Center Stadium, Tianjin  |                                          |
| 19.45 | 19.45      | Kalou 81′           | (Rapport) |                | Publik: 50 437 Domare: Jair Marrufo, USA | Publik: 50 437 Domare: Jair Marrufo, USA |
| 19.45 | 19.45      |                     |           |                | Publik: 50 437 Domare: Jair Marrufo, USA | Publik: 50 437 Domare: Jair Marrufo, USA |
| 19.45 | 19.45      |                     |           |                | Publik: 50 437 Domare: Jair Marrufo, USA | Publik: 50 437 Domare: Jair Marrufo, USA |

## Friidrott
- Huvudartikel: Friidrott vid olympiska sommarspelen 2008

Förkortningar
- Noteringar – Placeringarna avser endast löparens eget heat
- Q = Kvalificerad till nästa omgång
- q = Kvalificerade sig till nästa omgång som den snabbaste idrottaren eller, i fältgrenarna, via placering utan att uppnå kvalgränsen.
- NR = Nationellt rekord
- N/A = Omgången ingick inte i grenen
- Bye = Idrottaren behövde inte delta i denna omgång

Herrar
Bana och landsväg
| Idrottare                                                        | Gren           | Heat     | Heat      | Semifinal        | Semifinal        | Final            | Final            |
| Idrottare                                                        | Gren           | Resultat | Placering | Resultat         | Placering        | Resultat         | Placering        |
| ---------------------------------------------------------------- | -------------- | -------- | --------- | ---------------- | ---------------- | ---------------- | ---------------- |
| Youcef Abdi                                                      | 3 000 m hinder | 8:17,97  | 6 q       | i.u.             | i.u.             | 8:16,36          | 6                |
| Luke Adams                                                       | 20 km gång     | i.u.     | i.u.      | i.u.             | i.u.             | 1:19:57          | 6                |
| Luke Adams                                                       | 50 km gång     | i.u.     | i.u.      | i.u.             | i.u.             | 3:47:45          | 10               |
| Collis Birmingham                                                | 5 000 m        | 13:44,90 | 10        | i.u.             | i.u.             | Gick inte vidare | Gick inte vidare |
| Chris Erickson                                                   | 20 km gång     | i.u.     | i.u.      | i.u.             | i.u.             | DSQ              | DSQ              |
| Mitchell Kealey                                                  | 1 500 m        | 3:46,31  | 11        | Gick inte vidare | Gick inte vidare | Gick inte vidare | Gick inte vidare |
| Joel Milburn                                                     | 400 m          | 44,80    | 2 Q       | 45,06            | 3                | Gick inte vidare | Gick inte vidare |
| Craig Mottram                                                    | 5 000 m        | 13:44,59 | 5         | i.u.             | i.u.             | Gick inte vidare | Gick inte vidare |
| Lachlan Renshaw                                                  | 800 m          | 1:49,19  | 6         | Gick inte vidare | Gick inte vidare | Gick inte vidare | Gick inte vidare |
| Jeff Riseley                                                     | 1 500 m        | 3:53,95  | 12        | Gick inte vidare | Gick inte vidare | Gick inte vidare | Gick inte vidare |
| Adam Rutter                                                      | 50 km gång     | i.u.     | i.u.      | i.u.             | i.u.             | DNF              | DNF              |
| Jared Tallent                                                    | 20 km gång     | i.u.     | i.u.      | i.u.             | i.u.             | 1:19:42          | 3                |
| Jared Tallent                                                    | 50 km gång     | i.u.     | i.u.      | i.u.             | i.u.             | 3:39:27          | 2                |
| Lee Troop                                                        | Maraton        | i.u.     | i.u.      | i.u.             | i.u.             | 2:27:17          | 60               |
| Sean Wroe                                                        | 400 m          | 45,17    | 2 Q       | 45,56            | 7                | Gick inte vidare | Gick inte vidare |
| Clinton Hill Joel Milburn Mark Ormrod* John Steffensen Sean Wroe | 4 x 400 m      | 3:00,68  | 4 q       | i.u.             | i.u.             | 3:00,02          | 6                |

Fältgrenar
| Idrottare        | Gren           | Kval    | Kval      | Final            | Final            |
| Idrottare        | Gren           | Distans | Placering | Distans          | Placering        |
| ---------------- | -------------- | ------- | --------- | ---------------- | ---------------- |
| Justin Anlezark  | Kulstötning    | 19,91   | 16        | Gick inte vidare | Gick inte vidare |
| Jarrod Bannister | Spjutkastning  | 79,79   | 11 q      | 83,45            | 6                |
| Paul Burgess     | Stavhopp       | 5,55    | =16       | Gick inte vidare | Gick inte vidare |
| Benn Harradine   | Diskuskastning | 58,55   | 31        | Gick inte vidare | Gick inte vidare |
| Steven Hooker    | Stavhopp       | 5,65    | 12 q      | 5,96 OR          | 1                |
| Fabrice Lapierre | Längdhopp      | 7,90    | 16        | Gick inte vidare | Gick inte vidare |
| Scott Martin     | Kulstötning    | 19,75   | 21        | Gick inte vidare | Gick inte vidare |

Damer
Bana & landsväg
| Idrottare         | Gren           | Heat     | Heat      | Semifinal        | Semifinal        | Final            | Final            |
| Idrottare         | Gren           | Resultat | Placering | Resultat         | Placering        | Resultat         | Placering        |
| ----------------- | -------------- | -------- | --------- | ---------------- | ---------------- | ---------------- | ---------------- |
| Lisa Corrigan     | 400 m          | 4:16,32  | 9         | i.u.             | i.u.             | Gick inte vidare | Gick inte vidare |
| Sarah Jamieson    | 400 m          | 4:06,64  | 5         | i.u.             | i.u.             | Gick inte vidare | Gick inte vidare |
| Benita Johnson    | Maraton        | i.u.     | i.u.      | i.u.             | i.u.             | 2:32:06          | 21               |
| Tamsyn Lewis      | 400 m          | 52,38    | 4         | Gick inte vidare | Gick inte vidare | Gick inte vidare | Gick inte vidare |
| Tamsyn Lewis      | 800 m          | 1:59,67  | 4 q       | 2:01,41          | 8                | Gick inte vidare | Gick inte vidare |
| Donna MacFarlane  | 3 000 m hinder | 9:32,05  | 9         | i.u.             | i.u.             | Gick inte vidare | Gick inte vidare |
| Sally McLellan    | 100 m häck     | 12,83    | 2 Q       | 12,70            | 4 Q              | 12,64            | 2                |
| Victoria Mitchell | 3 000 m hinder | 9:47,88  | 13        | i.u.             | i.u.             | Gick inte vidare | Gick inte vidare |
| Madeleine Pape    | 800 m          | 2:03,09  | 6         | Gick inte vidare | Gick inte vidare | Gick inte vidare | Gick inte vidare |
| Jane Saville      | 20 km gång     | i.u.     | i.u.      | i.u.             | i.u.             | 1:31:17          | 20               |
| Kate Smyth        | Maraton        | i.u.     | i.u.      | i.u.             | i.u.             | 2:36:10          | 44               |
| Kellie Wapshott   | 20 km gång     | i.u.     | i.u.      | i.u.             | i.u.             | 1:37:59          | 40               |
| Lisa Weightman    | Maraton        | i.u.     | i.u.      | i.u.             | i.u.             | 2:34:16          | 33               |
| Claire Woods      | 20 km gång     | i.u.     | i.u.      | i.u.             | i.u.             | 1:33:02          | 28               |

Fältgrenar
| Idrottare        | Gren           | Kval  | Kval      | Final            | Final            |
| Idrottare        | Gren           | Längd | Placering | Längd            | Placering        |
| ---------------- | -------------- | ----- | --------- | ---------------- | ---------------- |
| Alana Boyd       | Stavhopp       | 4,30  | =16       | Gick inte vidare | Gick inte vidare |
| Dani Samuels     | Diskuskastning | 61,72 | 7 Q       | 60,15            | 9                |
| Bronwyn Thompson | Längdhopp      | 6,53  | 17        | Gick inte vidare | Gick inte vidare |

Kombinerade grenar – Sjukamp
| Mångkampare   | Gren     | 100H  | HJ   | SP    | 200 m | LJ   | JT    | 800 m   | Final | Placering |
| ------------- | -------- | ----- | ---- | ----- | ----- | ---- | ----- | ------- | ----- | --------- |
| Kylie Wheeler | Resultat | 13,68 | 1,89 | 13,06 | 24,28 | 6,11 | 43,81 | 2:11,49 | 6369  | 10*       |
| Kylie Wheeler | Poäng    | 1024  | 1093 | 731   | 954   | 883  | 741   | 943     | 6369  | 10*       |

## Fäktning
- Huvudartikel: Fäktning vid olympiska sommarspelen 2008

Damer
| Idrottare       | Gren                | Omgång 1              | Omgång 2            | Omgång 3          | Kvartsfinal       | Semifinal         | Final / BM        | Final / BM       |
| Idrottare       | Gren                | Motståndare Poäng     | Motståndare Poäng   | Motståndare Poäng | Motståndare Poäng | Motståndare Poäng | Motståndare Poäng | Placering        |
| --------------- | ------------------- | --------------------- | ------------------- | ----------------- | ----------------- | ----------------- | ----------------- | ---------------- |
| Amber Parkinson | Individuell värja   | i.u.                  | Harada (JPN) L 9–15 | Gick inte vidare  | Gick inte vidare  | Gick inte vidare  | Gick inte vidare  | Gick inte vidare |
| Joanna Halls    | Individuell florett | Compañy (CUB) L 13–15 | Gick inte vidare    | Gick inte vidare  | Gick inte vidare  | Gick inte vidare  | Gick inte vidare  | Gick inte vidare |

## Gymnastik
- Huvudartikel: Gymnastik vid olympiska sommarspelen 2008

### Artistisk gymnastik
Herrar
| Gymnast        | Gren     | Kval    | Kval    | Kval    | Kval    | Kval    | Kval    | Kval   | Kval      | Final            | Final            | Final            | Final            | Final            | Final            | Final            | Final            |
| Gymnast        | Gren     | Redskap | Redskap | Redskap | Redskap | Redskap | Redskap | Totalt | Placering | Redskap          | Redskap          | Redskap          | Redskap          | Redskap          | Redskap          | Totalt           | Placering        |
| Gymnast        | Gren     | F       | PH      | R       | V       | PB      | HB      | Totalt | Placering | F                | PH               | R                | V                | PB               | HB               | Totalt           | Placering        |
| -------------- | -------- | ------- | ------- | ------- | ------- | ------- | ------- | ------ | --------- | ---------------- | ---------------- | ---------------- | ---------------- | ---------------- | ---------------- | ---------------- | ---------------- |
| Samuel Simpson | Mångkamp | 14,550  | 14,000  | 13,800  | 15,600  | 14,200  | 13,475  | 85,625 | 39        | Gick inte vidare | Gick inte vidare | Gick inte vidare | Gick inte vidare | Gick inte vidare | Gick inte vidare | Gick inte vidare | Gick inte vidare |

Damer
Lag
| Gymnast          | Gren        | Kval    | Kval    | Kval    | Kval    | Kval    | Kval      | Final   | Final   | Final   | Final   | Final   | Final     |
| Gymnast          | Gren        | Redskap | Redskap | Redskap | Redskap | Totalt  | Placering | Redskap | Redskap | Redskap | Redskap | Totalt  | Placering |
| Gymnast          | Gren        | F       | V       | UB      | BB      | Totalt  | Placering | F       | V       | UB      | BB      | Totalt  | Placering |
| ---------------- | ----------- | ------- | ------- | ------- | ------- | ------- | --------- | ------- | ------- | ------- | ------- | ------- | --------- |
| Georgia Bonora   | Lagmångkamp | 14,525  | 14,850  | 14,500  | 15,025  | 58,900  | 18 Q      | 14,450  | 14,625  | i.u.    | i.u.    | i.u.    | i.u.      |
| Ashleigh Brennan | Lagmångkamp | 14,625  | 14,775  | 13,700  | 14,150  | 57,250  | 30        | 14,650  | i.u.    | i.u.    | 15,125  | i.u.    | i.u.      |
| Daria Joura      | Lagmångkamp | 13,450  | 15,100  | 15,125  | 12,475  | 56,150  | 44        | i.u.    | i.u.    | 14,675  | i.u.    | i.u.    | i.u.      |
| Lauren Mitchell  | Lagmångkamp | 14,650  | 14,725  | i.u.    | 14,100  | i.u.    | i.u.      | 13,675  | 14,700  | i.u.    | 15,550  | i.u.    | i.u.      |
| Shona Morgan     | Lagmångkamp | 14,525  | 14,700  | 14,500  | 15,350  | 59,075  | 15 Q      | i.u.    | 14,825  | 13,800  | 15,225  | i.u.    | i.u.      |
| Olivia Vivian    | Lagmångkamp | i.u.    | i.u.    | 14,925  | i.u.    | i.u.    | i.u.      | i.u.    | i.u.    | 15,100  | i.u.    | i.u.    | i.u.      |
| Totalt           | Lagmångkamp | 58,625  | 59,450  | 58,325  | 59,050  | 235,450 | 5 Q       | 42,775  | 44,150  | 43,575  | 45,900  | 176,400 | 6         |

Individuella finaler
| Gymnast        | Gren     | Redskap | Redskap | Redskap | Redskap | Totalt | Placering |
| Gymnast        | Gren     | F       | V       | UB      | BB      | Totalt | Placering |
| -------------- | -------- | ------- | ------- | ------- | ------- | ------ | --------- |
| Georgia Bonora | Mångkamp | 14,375  | 14,850  | 14,625  | 15,100  | 58,950 | 13        |
| Shona Morgan   | Mångkamp | 14,425  | 14,650  | 14,625  | 15,100  | 58,800 | 15        |

### Rytmisk gymnastik
| Gymnast         | Gren         | Kval   | Kval     | Kval   | Kval   | Kval   | Kval      | Final            | Final            | Final            | Final            | Final            | Final            |
| Gymnast         | Gren         | Rep    | Tunnband | Käglor | Band   | Total  | Placering | Rep              | Tunnband         | Käglor           | Band             | Totalt           | Placering        |
| --------------- | ------------ | ------ | -------- | ------ | ------ | ------ | --------- | ---------------- | ---------------- | ---------------- | ---------------- | ---------------- | ---------------- |
| Naazmi Johnston | Individuellt | 15,300 | 14,075   | 14,825 | 14,800 | 59,000 | 22        | Gick inte vidare | Gick inte vidare | Gick inte vidare | Gick inte vidare | Gick inte vidare | Gick inte vidare |

### Trampolin
| Gymnast    | Gren   | Kval  | Kval      | Final            | Final            |
| Gymnast    | Gren   | Poäng | Placering | Poäng            | Placering        |
| ---------- | ------ | ----- | --------- | ---------------- | ---------------- |
| Ben Wilden | Herrar | 67,10 | 13        | Gick inte vidare | Gick inte vidare |

## Judo
Herrar
| Idrottare        | Gren                     | Inledande omgång     | Sextondelsfinal                 | Åttondelsfinal       | Kvartsfinal          | Semifinal            | Återkval 1           | Återkval 2           | Återkval 3           | Final / BM           | Final / BM       |
| Idrottare        | Gren                     | Motståndare Resultat | Motståndare Resultat            | Motståndare Resultat | Motståndare Resultat | Motståndare Resultat | Motståndare Resultat | Motståndare Resultat | Motståndare Resultat | Motståndare Resultat | Placering        |
| ---------------- | ------------------------ | -------------------- | ------------------------------- | -------------------- | -------------------- | -------------------- | -------------------- | -------------------- | -------------------- | -------------------- | ---------------- |
| Matthew D'Aquino | Extra lättvikt (-60 kg)  | BYE                  | Alexanidis (GRE) L 0000–1000    | Gick inte vidare     | Gick inte vidare     | Gick inte vidare     | Gick inte vidare     | Gick inte vidare     | Gick inte vidare     | Gick inte vidare     | Gick inte vidare |
| Steven Brown     | Halv lättvikt (-66 kg)   | BYE                  | Benamadi (ALG) L 0000–1010      | Gick inte vidare     | Gick inte vidare     | Gick inte vidare     | Gick inte vidare     | Gick inte vidare     | Gick inte vidare     | Gick inte vidare     | Gick inte vidare |
| Dennis Iverson   | Lättvikt (-73 kg)        | i.u.                 | Huysuz (TUR) L 0000–1000        | Gick inte vidare     | Gick inte vidare     | Gick inte vidare     | Gick inte vidare     | Gick inte vidare     | Gick inte vidare     | Gick inte vidare     | Gick inte vidare |
| Mark Anthony     | Halv mellanvikt (-81 kg) | BYE                  | Valles (COL) L 0000–1010        | Gick inte vidare     | Gick inte vidare     | Gick inte vidare     | Gick inte vidare     | Gick inte vidare     | Gick inte vidare     | Gick inte vidare     | Gick inte vidare |
| Daniel Kelly     | Mellanvikt (-90 kg)      | i.u.                 | Izumi (JPN) L 0000–0010         | Gick inte vidare     | Gick inte vidare     | Gick inte vidare     | Gick inte vidare     | Gick inte vidare     | Gick inte vidare     | Gick inte vidare     | Gick inte vidare |
| Matt Celotti     | Halv tungvikt (-100 kg)  | i.u.                 | Despaigne (CUB) L 0000–0010     | Gick inte vidare     | Gick inte vidare     | Gick inte vidare     | Gick inte vidare     | Gick inte vidare     | Gick inte vidare     | Gick inte vidare     | Gick inte vidare |
| Semir Pepic      | Tungvikt (+100 kg)       | BYE                  | Ikhsangaliyev (KAZ) L 0000–0020 | Gick inte vidare     | Gick inte vidare     | Gick inte vidare     | Gick inte vidare     | Gick inte vidare     | Gick inte vidare     | Gick inte vidare     | Gick inte vidare |

Damer
| Idrottare          | Gren                     | Sextondelsfinal            | Åttondelsfinal             | Kvartsfinal               | Semifinal                     | Återkval 1           | Återkval 2                | Återkval 3           | Final / BM                | Final / BM       |
| Idrottare          | Gren                     | Motståndare Resultat       | Motståndare Resultat       | Motståndare Resultat      | Motståndare Resultat          | Motståndare Resultat | Motståndare Resultat      | Motståndare Resultat | Motståndare Resultat      | Placering        |
| ------------------ | ------------------------ | -------------------------- | -------------------------- | ------------------------- | ----------------------------- | -------------------- | ------------------------- | -------------------- | ------------------------- | ---------------- |
| Tiffany Day        | Extra lättvikt (-48 kg)  | BYE                        | Pareto (ARG) L 0000–1000   | Gick inte vidare          | Gick inte vidare              | Gick inte vidare     | Gick inte vidare          | Gick inte vidare     | Gick inte vidare          | Gick inte vidare |
| Kristie-Anne Ryder | Halv lättvikt (-52 kg)   | BYE                        | Heylen (BEL) L 0000–1000   | Gick inte vidare          | Gick inte vidare              | Gick inte vidare     | Gick inte vidare          | Gick inte vidare     | Gick inte vidare          | Gick inte vidare |
| Maria Pekli        | Lättvikt (-57 kg)        | BYE                        | Baczkó (HUN) W 0101–0100   | Jelassi (TUN) W 1011–0000 | Quintavalle (ITA) L 0002–0010 | BYE                  | BYE                       | BYE                  | Quadros (BRA) L 0000–1000 | 5                |
| Catherine Arlove   | Halv mellanvikt (-63 kg) | Krukower (ARG) L 0000–1000 | Gick inte vidare           | Gick inte vidare          | Gick inte vidare              | Gick inte vidare     | Gick inte vidare          | Gick inte vidare     | Gick inte vidare          | Gick inte vidare |
| Stephanie Grant    | Halv tungvikt (-78 kg)   | BYE                        | Levesque (CAN) L 0000–1000 | Gick inte vidare          | Gick inte vidare              | Gick inte vidare     | Gick inte vidare          | Gick inte vidare     | Gick inte vidare          | Gick inte vidare |
| Janelle Shepherd   | Tungvikt (+78 kg)        | Torrenti (ITA) W 0001–0000 | Köppen (GER) W 0110–0000   | Ortiz (CUB) L 0000–1000   | Gick inte vidare              | BYE                  | Ramadan (EGY) L 0000–1000 | Gick inte vidare     | Gick inte vidare          | Gick inte vidare |

## Kanotsport
- Huvudartikel: Kanotsport vid olympiska sommarspelen 2008

Slalom
| Robin Bell                    | Herrarnas C1 slalom | 88.86  | 6  | 87.59 | 9 | 176.45 | 7 Q  | 91.16  | 5 Q | 89.43            | 3                | 180.59           | 3                |
| Warwick Draper                | Herrarnas K1 slalom | 86.28  | 13 | 86.30 | 9 | 172.58 | 10 Q | 86.09  | 2 Q | 91.76            | 8                | 177.85           | 5                |
| Mark Bellofiore Lachlan Milne | Herrarnas C2 slalom | 104.61 | 11 | 98.21 | 7 | 202.82 | 9 Q  | 104.17 | 7   | Gick inte vidare | Gick inte vidare | Gick inte vidare | Gick inte vidare |
| Jacqueline Lawrence           | Damernas K1 slalom  | 103.18 | 10 | 96.95 | 6 | 200.13 | 7 Q  | 103.40 | 4   | 103.54           | 2                | 206.94           | 2                |

Sprint
| Kanotist                                                | Gren                | Heat     | Heat      | Semifinal | Semifinal | Final            | Final            |
| Kanotist                                                | Gren                | Tid      | Placering | Tid       | Placering | Tid              | Placering        |
| ------------------------------------------------------- | ------------------- | -------- | --------- | --------- | --------- | ---------------- | ---------------- |
| Torsten Lachmann                                        | Herrarnas C1 500 m  | 2:00.594 | 7 QS      | 1:59.119  | 7         | Gick inte vidare | Gick inte vidare |
| Torsten Lachmann                                        | Herrarnas C1 1000 m | 4:15.188 | 5 QS      | 4:09.792  | 6         | Gick inte vidare | Gick inte vidare |
| Ken Wallace                                             | Herrarnas K1 500 m  | 1:36.208 | 2 QS      | 1:43.340  | 3 Q       | 1:37.252         | 1                |
| Ken Wallace                                             | Herrarnas K1 1000 m | 3:30.306 | 2 QS      | 3:33.255  | 1 Q       | 3:27.485         | 3                |
| Jacob Clear Clint Robinson                              | Herrarnas K2 500 m  | 1:31.712 | 6 QS      | 1:33.839  | 7         | Gick inte vidare | Gick inte vidare |
| Clint Robinson Tony Schumacher Dave Smith Tate Smith    | Herrarnas K4 1000 m | 3:00.920 | 5 QS      | 3:02.743  | 4         | Gick inte vidare | Gick inte vidare |
| Chantal Meek                                            | Damernas K1 500 m   | 1:53.374 | 5 QS      | 1:54.876  | 7         | Gick inte vidare | Gick inte vidare |
| Hannah Davis Lyndsie Fogarty                            | Damernas K2 500 m   | 1:45.124 | 3 QF      | BYE       | BYE       | 1:43.969         | 6                |
| Hannah Davis Lyndsie Fogarty Chantal Meek Lisa Oldenhof | Damernas K4 500 m   | 1:36.516 | 3 QF      | BYE       | BYE       | 1:34.704         | 3                |

## Konstsim
| Idrottare | Gren                | Teknisk rutin | Teknisk rutin | Fri rutin (inledande) | Fri rutin (inledande)  | Fri rutin (inledande) | Fri rutin (final) | Fri rutin (final)      | Fri rutin (final) |
| Idrottare | Gren                | Poäng         | Placering     | Poäng                 | Totalt (teknisk + fri) | Placering             | Placering         | Totalt (teknisk + fri) | Placering         |
| --- | ------------------- | ------------- | ------------- | --------------------- | ---------------------- | --------------------- | ----------------- | ---------------------- | ----------------- |
| Myriam Glez Erika Leal-Ramirez                                                                                                   | Damernas duett      | 41.250        | 21            | 41.584                | 82.834                 | 21                    | Did not advance   | Did not advance        | Did not advance   |
| Eloise Amberger Coral Bentley Sarah Bombell Tamika Domrow Myriam Glez Erika Leal-Ramirez Tarren Otte Samantha Reid Bethany Walsh | Damernas lagtävling | 40.417        | 7             | i.u.                  | i.u.                   | i.u.                  | 41.750            | 82.167                 | 7                 |

## Landhockey

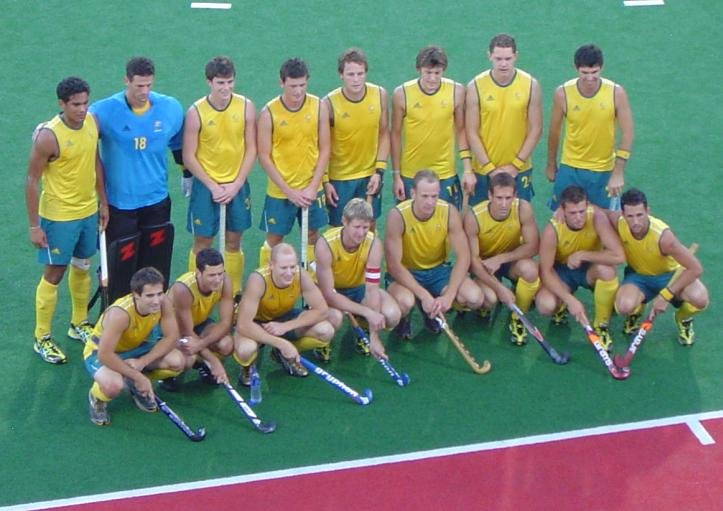
Australias lag innan matchen mot Pakistan. Från vänster: Abbott, Lambert, Kavanagh, Matheson, Guest, Ockenden, Brooks, Wells. Främre raden från vänster: Brown, Dwyer, Hammond, George, Doerner, de Young, Schubert, Knowles.

Herrar
Coach: Barry Dancer
| 1. Jamie Dwyer 2. Liam de Young 3. Robert Hammond 4. Mark Knowles 5. Eddie Ockenden 6. David Guest 7. Luke Doerner 8. Grant Schubert | 1. Bevan George (c) 2. Stephen Lambert (GK) 3. Eli Matheson 4. Matthew Wells 5. Travis Brooks 6. Kiel Brown 7. Fergus Kavanagh 8. Des Abbott |  |

Reserver:
1. Andrew Smith
2. Stephen Mowlam (GK)

Gruppspel
|                | Pld | W | D | L | GF | GA | GD  | Pts |
| -------------- | --- | - | - | - | -- | -- | --- | --- |
| Nederländerna  | 5   | 4 | 1 | 0 | 16 | 6  | +10 | 13  |
| Australien     | 5   | 3 | 2 | 0 | 24 | 7  | +17 | 11  |
| Storbritannien | 5   | 2 | 2 | 1 | 10 | 7  | +3  | 8   |
| Pakistan       | 5   | 2 | 0 | 3 | 11 | 13 | −2  | 6   |
| Kanada         | 5   | 1 | 1 | 3 | 10 | 17 | −7  | 4   |
| Sydafrika      | 5   | 0 | 0 | 5 | 4  | 25 | −21 | 0   |

Slutspel
|  | Semifinaler     | Semifinaler     |   |                 | Final           | Final |  |
|  |                 |                 |   |                 |                 |       |  |
|  | 21 augusti 2008 |                 |   |                 |                 |       |  |
|  | Nederländerna   | 1 (3)           |   |                 |                 |       |  |
|  | Tyskland (p.s.) | 1 (4)           |   |                 |                 |       |  |
|  |                 |                 |   |                 |                 |       |  |
|  |                 |                 |   |                 | 23 augusti 2008 |       |  |
|  |                 |                 |   |                 | Tyskland        | 1     |  |
|  |                 | Spanien         | 0 |                 |                 |       |  |
|  |                 |                 |   |                 |                 |       |  |
|  |                 |                 |   |                 |                 |       |  |
|  |                 |                 |   |                 | Bronsmatch      |       |  |
|  | 21 augusti 2008 | 21 augusti 2008 |   | 23 augusti 2008 | 23 augusti 2008 |       |  |
|  | Spanien         | 3               |   | Nederländerna   | 2               |       |  |
|  | Australien      | 2               |   |                 | Australien      | 6     |  |

Damer
Coach: Frank Murray
| 1. Casey Eastham 2. Megan Rivers 3. Kim Walker 4. Kate Hollywood 5. Emily Halliday 6. Madonna Blyth 7. Nicole Arrold 8. Kobie McGurk | 1. Fiona Johnson 2. Rachel Imison ([GK) 3. Angie Skirving 4. Melanie Twitt (c) 5. Hope Munro 6. Teneal Attard 7. Sarah Taylor 8. Nikki Hudson (c) |

Reserver:
1. Toni Cronk (GK)
2. Shelly Liddelow

Gruppspel
|               | Pld | W | D | L | GF | GA | GD  | Pts |
| ------------- | --- | - | - | - | -- | -- | --- | --- |
| Nederländerna | 5   | 5 | 0 | 0 | 14 | 3  | +11 | 15  |
| Kina          | 5   | 3 | 1 | 1 | 14 | 4  | +10 | 10  |
| Australien    | 5   | 3 | 1 | 1 | 17 | 9  | +8  | 10  |
| Spanien       | 5   | 2 | 0 | 3 | 4  | 12 | −8  | 6   |
| Sydkorea      | 5   | 1 | 0 | 4 | 13 | 18 | −5  | 3   |
| Sydafrika     | 5   | 0 | 0 | 5 | 2  | 18 | −16 | 0   |

## Modern femkamp
| Idrottare   | Gren  | Skytte (10 meter luftpistol) | Skytte (10 meter luftpistol) | Skytte (10 meter luftpistol) | Fäktning (värja) | Fäktning (värja) | Fäktning (värja) | Simning (200 m frisim) | Simning (200 m frisim) | Simning (200 m frisim) | Ridsport (hästhoppning) | Ridsport (hästhoppning) | Ridsport (hästhoppning) | Löpning (3000 m) | Löpning (3000 m) | Löpning (3000 m) | Totalpoäng | Slutresultat |
| Idrottare   | Gren  | Poäng                        | Placering                    | MF-poäng                     | Resultat         | Placering        | MF-poäng         | Tid                    | Placering              | MF-poäng               | Straff                  | Placering               | MF-poäng                | Tid              | Placering        | MF-poäng         | Totalpoäng | Slutresultat |
| ----------- | ----- | ---------------------------- | ---------------------------- | ---------------------------- | ---------------- | ---------------- | ---------------- | ---------------------- | ---------------------- | ---------------------- | ----------------------- | ----------------------- | ----------------------- | ---------------- | ---------------- | ---------------- | ---------- | ------------ |
| Angie Darby | Damer | 164                          | 36                           | 904                          | 12–23            | =31              | 688              | 2:35,59                | 35                     | 1056                   | 28                      | 7                       | 1172                    | 11:21,96         | 31               | 996              | 4816       | 35           |

## Ridsport

### Dressyr
| Idrottare                                 | Häst             | Gren                 | Grand Prix | Grand Prix | Grand Prix Special | Grand Prix Special | Grand Prix Fristil | Grand Prix Fristil | Totalt           | Totalt           |
| Idrottare                                 | Häst             | Gren                 | Poäng      | Placering  | Poäng              | Placering          | Poäng              | Placering          | Poäng            | Placering        |
| ----------------------------------------- | ---------------- | -------------------- | ---------- | ---------- | ------------------ | ------------------ | ------------------ | ------------------ | ---------------- | ---------------- |
| Hayley Beresford                          | Remlampago       | Individuell dressyr  | 65,583     | 26 Q       | 66,320             | 19                 | Gick inte vidare   | Gick inte vidare   | Gick inte vidare | Gick inte vidare |
| Kristy Oatley                             | Quando Quando    | Individuell dressyr  | 65,750     | 25 Q       | 66,080             | 20                 | Gick inte vidare   | Gick inte vidare   | Gick inte vidare | Gick inte vidare |
| Heath Ryan                                | Greenoaks Dundee | Individuell dressyr  | 62,541     | 35         | Gick inte vidare   | Gick inte vidare   | Gick inte vidare   | Gick inte vidare   | Gick inte vidare | Gick inte vidare |
| Hayley Beresford Kristy Oatley Heath Ryan | Se ovan          | Lagtävling i dressyr | 64,625     | 8          | i.u.               | i.u.               | i.u.               | i.u.               | 64,625           | 7                |

### Fälttävlan
| Ryttare                                                                    | Häst              | Gren                    | Dressyr | Dressyr   | Terräng | Terräng | Terräng   | Hoppning | Hoppning | Hoppning  | Hoppning         | Hoppning         | Hoppning         | Totalt | Totalt    |
| Ryttare                                                                    | Häst              | Gren                    | Dressyr | Dressyr   | Terräng | Terräng | Terräng   | Kval     | Kval     | Kval      | Final            | Final            | Final            | Totalt | Totalt    |
| Ryttare                                                                    | Häst              | Gren                    | Straff  | Placering | Straff  | Totalt  | Placering | Straff   | Totalt   | Placering | Straff           | Totalt           | Placering        | Straff | Placering |
| -------------------------------------------------------------------------- | ----------------- | ----------------------- | ------- | --------- | ------- | ------- | --------- | -------- | -------- | --------- | ---------------- | ---------------- | ---------------- | ------ | --------- |
| Clayton Fredericks                                                         | Ben Along Time    | Individuell fälttävlan  | 37,00   | 6         | 16,40   | 53,40   | 4         | 4,00     | 57,40    | =6 Q      | 4,00             | 61,40            | 7                | 61,40  | 7         |
| Lucinda Fredericks                                                         | Headley Britannia | Individuell fälttävlan  | 30,40   | 1         | 27,20   | 57,60   | 11        | 2,00     | 59,60 #  | 10*       | Gick inte vidare | Gick inte vidare | Gick inte vidare | 59,60  | 26        |
| Sonja Johnson                                                              | Ringwould Jaguar  | Individuell fälttävlan  | 45,20 # | 23        | 13,60   | 58,80 # | 13        | 0,00     | 58,80    | 9 Q       | 8,00             | 66,80            | 10               | 66,80  | 10        |
| Megan Jones                                                                | Irish Jester      | Individuell fälttävlan  | 35,40   | 4         | 15,60   | 51,00   | 9         | 4,00     | 55,00    | 3         | 4,00             | 59,00            | 4 Q              | 59,00  | 4         |
| Shane Rose                                                                 | All Luck          | Individuell fälttävlan  | 53,30 # | 46        | 9,20    | 62,50 # | 16        | 8,00     | 70,50 #  | 17*       | Gick inte vidare | Gick inte vidare | Gick inte vidare | 70,50  | 27        |
| Clayton Fredericks Lucinda Fredericks Sonja Johnson Megan Jones Shane Rose | Se ovan           | Lagtävling i fälttävlan | 102,80  | 1         | 59,20   | 162,00  | 2         | 9,20     | 171,20   | 2         | i.u.             | i.u.             | i.u.             | 171,20 | 2         |

### Hoppning
| Ryttare                                                   | Häst            | Gren                  | Kval     | Kval      | Kval     | Kval     | Kval      | Kval          | Kval          | Kval          | Final         | Final         | Final            | Final            | Final            | Totalt        | Totalt        |
| Ryttare                                                   | Häst            | Gren                  | Omgång 1 | Omgång 1  | Omgång 2 | Omgång 2 | Omgång 2  | Omgång 3      | Omgång 3      | Omgång 3      | Omgång A      | Omgång A      | Omgång B         | Omgång B         | Omgång B         | Totalt        | Totalt        |
| Ryttare                                                   | Häst            | Gren                  | Straff   | Placering | Straff   | Totalt   | Placering | Straff        | Totalt        | Placering     | Straff        | Placering     | Straff           | Totalt           | Placering        | Straff        | Placering     |
| --------------------------------------------------------- | --------------- | --------------------- | -------- | --------- | -------- | -------- | --------- | ------------- | ------------- | ------------- | ------------- | ------------- | ---------------- | ---------------- | ---------------- | ------------- | ------------- |
| Edwina Alexander                                          | Itot Du Chateau | Individuell hoppning  | 4        | =30       | 0        | 4        | =8 Q      | 0             | 4             | =2 Q          | 4             | =11 Q         | 4                | 8                | =10              | 8             | =10           |
| Laurie Lever                                              | Dan Drossel     | Individuell hoppning  | 1        | =14       | 16       | 17       | =37 Q     | 4             | 21            | =29 Q         | 8             | =23           | Gick inte vidare | Gick inte vidare | Gick inte vidare | 8             | =23           |
| Peter McMahon                                             | Genoa           | Individuell hoppning  | 4        | =30       | 16       | 20       | =47 Q     | Startade inte | Startade inte | Startade inte | Startade inte | Startade inte | Startade inte    | Startade inte    | Startade inte    | Startade inte | Startade inte |
| Matt Williams                                             | Leconte         | Individuell hoppning  | 4        | =30       | 4        | 8        | =16 Q     | 17            | 25            | 36 Q          | 4             | =11 Q         | 20               | 24               | 21               | 24            | 21            |
| Edwina Alexander Laurie Lever Peter McMahon Matt Williams | Se ovan         | Lagtävling i hoppning | i.u.     | i.u.      | i.u.     | i.u.     | i.u.      | i.u.          | i.u.          | i.u.          | 20            | =8 Q          | 21               | 41               | 9                | 41            | 8             |

## Rodd
Herrar
| Idrottare | Gren                        | Heat    | Heat      | Återkval | Återkval  | Kvartsfinal | Kvartsfinal | Semifinal | Semifinal | Final   | Final     | Final |
| Idrottare | Gren                        | Tid     | Placering | Tid      | Placering | Tid         | Placering   | Tid       | Placering | Tid     | Placering |       |
| --- | --------------------------- | ------- | --------- | -------- | --------- | ----------- | ----------- | --------- | --------- | ------- | --------- | ----- |
| Peter Hardcastle | Singelsculler               | 7:17,74 | 2 QF      | i.u.     | i.u.      | 7:00,09     | 3 SA/B      | 7:32,79   | 6 FB      | 7:27,34 | 12        |       |
| Duncan Free Drew Ginn | Tvåa utan styrman           | 6:41,15 | 1 SA/B    | BYE      | BYE       | i.u.        | i.u.        | 6:34,29   | 1 FA      | 6:37,44 | 1         |       |
| Scott Brennan David Crawshay | Dubbelsculler               | 6:21,39 | 1 SA/B    | BYE      | BYE       | i.u.        | i.u.        | 6:21,50   | 1 FA      | 6:27,77 | 1         |       |
| Samuel Beltz Tom Gibson | Lättvikts-dubbelsculler     | 6:19,15 | 3 R       | 6:42,42  | 2 SA/B    | i.u.        | i.u.        | 6:32,32   | 5 FB      | 6:30,11 | 10        |       |
| Francis Hegerty James Marburg Cameron McKenzie-McHarg Matt Ryan                                                                                     | Fyra utan styrman           | 6:00,40 | 1 SA/B    | BYE      | BYE       | i.u.        | i.u.        | 5:56,20   | 2 FA      | 6:07,85 | 2         |       |
| Brendan Long James McRae Chris Morgan Daniel Noonan                                                                                                 | Scullerfyra                 | 5:36,20 | 1 SA/B    | BYE      | BYE       | i.u.        | i.u.        | 5:52,93   | 2 FA      | 5:44,68 | 4         |       |
| Roderick Chisholm Ben Cureton Anthony Edwards Todd Skipworth                                                                                        | Lättvikts-fyra utan styrman | 5:55,18 | 3 SA/B    | BYE      | BYE       | i.u.        | i.u.        | 6:12,38   | 4 FB      | 6:05,26 | 9         |       |
| James Chapman Sam Conrad David Dennis Tom Laurich Samuel Loch Marty Rabjohns (styrman) Jeremy Stevenson Stephen Stewart James Tomkins Simon Neilson | Åtta med styrman            | 6:55,59 | 4 R       | 5:40,31  | 2 FA      | i.u.        | i.u.        | i.u.      | i.u.      | 6:35,10 | 6         |       |

Damer
| Idrottare | Gren                    | Heat    | Heat      | Återkval | Återkval  | Kvartsfinal | Kvartsfinal | Semifinal | Semifinal | Final   | Final     | Final |
| Idrottare | Gren                    | Tid     | Placering | Tid      | Placering | Tid         | Placering   | Tid       | Placering | Tid     | Placering |       |
| --- | ----------------------- | ------- | --------- | -------- | --------- | ----------- | ----------- | --------- | --------- | ------- | --------- | ----- |
| Pippa Savage | Singelsculler           | 7:57,95 | 2 QF      | i.u.     | i.u.      | 7:34,03     | 3 SA/B      | 7:43,98   | 5 FB      | 7:53,43 | 10        |       |
| Sarah Cook Kim Crow | Tvåa utan styrman       | 7:44,04 | 4 R       | 7:38,48  | 3 FB      | i.u.        | i.u.        | i.u.      | i.u.      | 7:40,93 | 10        |       |
| Sonia Mills Catriona Sens | Dubbelsculler           | 7:13,25 | 4 R       | 7:04,30  | 3 FB      | i.u.        | i.u.        | i.u.      | i.u.      | 7:19,73 | 8         |       |
| Amber Halliday Marguerite Houston                                                                                                 | Lättvikts-dubbelsculler | 6:53,23 | 2 SA/B    | BYE      | BYE       | i.u.        | i.u.        | 7:13,80   | 5 FB      | 7:07,17 | 8         |       |
| Amber Bradley Kerry Hore Amy Ives Zoe Uphill                                                                                      | Scullerfyra             | 6:20,95 | 4 R       | 6:41,39  | 3 FA      | i.u.        | i.u.        | i.u.      | i.u.      | 6:30,05 | 6         |       |
| Natalie Bale Pauline Frasca Sarah Heard Kate Hornsey Sally Kehoe Elizabeth Kell Elizabeth Patrick (cox) Brooke Pratley Sarah Tait | Åtta med styrman        | 6:07,93 | 3 R       | 6:14,45  | 4 FA      | i.u.        | i.u.        | i.u.      | i.u.      | 6:14,22 | 6         |       |

## Segling
Herrar
| Seglare                    | Gren    | Lopp | Lopp | Lopp | Lopp | Lopp | Lopp | Lopp | Lopp | Lopp | Lopp | Lopp | Summerad poäng | Finalplacering |
| Seglare                    | Gren    | 1    | 2    | 3    | 4    | 5    | 6    | 7    | 8    | 9    | 10   | M*   | Summerad poäng | Finalplacering |
| -------------------------- | ------- | ---- | ---- | ---- | ---- | ---- | ---- | ---- | ---- | ---- | ---- | ---- | -------------- | -------------- |
| Tom Slingsby               | Laser   | 21   | 22   | 21   | 22   | 35   | 20   | 12   | 11   | 40   | CAN  | EL   | 164            | 22             |
| Malcolm Page Nathan Wilmot | 470     | 4    | 7    | 3    | 3    | 3    | 4    | 5    | 16   | 3    | 10   | 2    | 44             | 1              |
| Iain Murray Andrew Palfrey | Starbåt | 11   | 15   | 13   | 15   | 2    | 11   | 10   | 14   | 14   | 8    | EL   | 98             | 14             |

M = Medaljlopp; EL = Eliminerad – gick inte vidare till medaljloppet;
Damer
| Seglare                                   | Gren         | Lopp | Lopp | Lopp | Lopp | Lopp | Lopp | Lopp | Lopp | Lopp | Lopp | Lopp | Summerad poäng | Finalplacering |
| Seglare                                   | Gren         | 1    | 2    | 3    | 4    | 5    | 6    | 7    | 8    | 9    | 10   | M*   | Summerad poäng | Finalplacering |
| ----------------------------------------- | ------------ | ---- | ---- | ---- | ---- | ---- | ---- | ---- | ---- | ---- | ---- | ---- | -------------- | -------------- |
| Jessica Crisp                             | RS:X         | 2    | 4    | 3    | 8    | 1    | 8    | 9    | 14   | 6    | 5    | 20   | 66             | 5              |
| Sarah Blanck                              | Laser radial | 6    | 11   | 7    | 19   | 4    | 12   | 8    | 1    | 5    | CAN  | 4    | 58             | 4              |
| Tessa Parkinson Elise Rechichi            | 470          | 2    | 2    | 4    | 1    | 9    | 4    | 2    | 5    | 3    | 2    | 18   | 34             | 1              |
| Angela Farrell Karyn Gojnich Krystal Weir | Yngling      | 1    | 11   | 6    | 12   | 7    | 7    | 9    | 8    | CAN  | CAN  | DSQ  | 71             | 10             |

M = Medaljlopp; EL = Eliminerad – gick inte vidare till medaljloppet;
Öppen
| Seglare                      | Gren      | Lopp | Lopp | Lopp | Lopp | Lopp | Lopp | Lopp | Lopp | Lopp | Lopp | Lopp | Lopp | Lopp | Lopp | Lopp | Lopp | Summerad poäng | Finalplacering |
| Seglare                      | Gren      | 1    | 2    | 3    | 4    | 5    | 6    | 7    | 8    | 9    | 10   | 11   | 12   | 13   | 14   | 15   | M*   | Summerad poäng | Finalplacering |
| ---------------------------- | --------- | ---- | ---- | ---- | ---- | ---- | ---- | ---- | ---- | ---- | ---- | ---- | ---- | ---- | ---- | ---- | ---- | -------------- | -------------- |
| Anthony Nossiter             | Finnjolle | 11   | 22   | 8    | 17   | 13   | 21   | 11   | 20   | CAN  | CAN  | i.u. | i.u. | i.u. | i.u. | i.u. | EL   | 101            | 16             |
| Ben Austin Nathan Outteridge | 49er      | 20   | 1    | 7    | 3    | 1    | 1    | 6    | 4    | 6    | 12   | 2    | 18   | CAN  | CAN  | CAN  | 12   | 73             | 5              |
| Glenn Ashby Darren Bundock   | Tornado   | 5    | 4    | 3    | 1    | 5    | 9    | 2    | 8    | 7    | 4    | i.u. | i.u. | i.u. | i.u. | i.u. | 10   | 49             | 2              |

M = Medaljlopp; EL = Eliminerad – gick inte vidare till medaljloppet;

## Simning
- Huvudartikel: Simning vid olympiska sommarspelen 2008

## Simhopp
Herrar
| Idrottare                      | Gren             | Kval   | Kval      | Semifinal | Semifinal | Final            | Final            |
| Idrottare                      | Gren             | Poäng  | Placering | Poäng     | Placering | Poäng            | Placering        |
| ------------------------------ | ---------------- | ------ | --------- | --------- | --------- | ---------------- | ---------------- |
| Matthew Mitcham                | 3 m              | 439,85 | 15 Q      | 427,45    | 16        | Gick inte vidare | Gick inte vidare |
| Robert Newbery                 | 3 m              | 465,15 | 6 Q       | 460,35    | 11 Q      | 461,05           | 9                |
| Mathew Helm                    | 10 m             | 484,40 | 5 Q       | 485,20    | 6 Q       | 467,70           | 6                |
| Matthew Mitcham                | 10 m             | 509,60 | 2 Q       | 532,20    | 2 Q       | 537,00           | 1                |
| Robert Newbery Scott Robertson | 3 m parhoppning  | i.u.   | i.u.      | i.u.      | i.u.      | 393,60           | 8                |
| Mathew Helm Robert Newbery     | 10 m parhoppning | i.u.   | i.u.      | i.u.      | i.u.      | 444,84           | 4                |

Damer
| Idrottare                     | Gren             | Kval   | Kval      | Semifinal | Semifinal | Final            | Final            |
| Idrottare                     | Gren             | Poäng  | Placering | Poäng     | Placering | Poäng            | Placering        |
| ----------------------------- | ---------------- | ------ | --------- | --------- | --------- | ---------------- | ---------------- |
| Chantelle Newbery             | 3 m              | 284,85 | 15 Q      | 294,45    | 14        | Gick inte vidare | Gick inte vidare |
| Sharleen Stratton             | 3 m              | 288,00 | 13 Q      | 325,90    | 8 Q       | 331,00           | 7                |
| Alex Croak                    | 10 m             | 383,75 | 4 Q       | 250,30    | 18        | Gick inte vidare | Gick inte vidare |
| Melissa Wu                    | 10 m             | 340,35 | 8 Q       | 331,35    | 8 Q       | 338,15           | 6                |
| Briony Cole Sharleen Stratton | 3 m parhoppning  | i.u.   | i.u.      | i.u.      | i.u.      | 311,34           | 5                |
| Briony Cole Melissa Wu        | 10 m parhoppning | i.u.   | i.u.      | i.u.      | i.u.      | 335,16           | 2                |

## Skytte
- Huvudartikel: Skytte vid olympiska sommarspelen 2008

## Softboll
De bästa fyra lagen gick vidare till semifinalen.
Alla tider är kinesisk tid (UTC+8)
| Lag              | Vinster | Förluster | RS | RA | WIN%  | GB | Tiebreaker      |
| ---------------- | ------- | --------- | -- | -- | ----- | -- | --------------- |
| USA              | 7       | 0         | 53 | 1  | 1,000 | -  | -               |
| Japan            | 6       | 1         | 23 | 13 | ,857  | 1  | -               |
| Australien       | 5       | 2         | 30 | 11 | ,714  | 2  | -               |
| Kanada           | 3       | 4         | 17 | 23 | ,429  | 4  | -               |
| Kinesiska Taipei | 2       | 5         | 10 | 23 | ,286  | 5  | 2-0 mot CHN/VEN |
| Kina             | 2       | 5         | 19 | 21 | ,286  | 5  | 1-1 mot TPE/VEN |
| Venezuela        | 2       | 5         | 15 | 35 | ,286  | 5  | 0-2 mot CHN/TPE |
| Nederländerna    | 1       | 6         | 8  | 48 | ,143  | 6  | -               |

Slutspel
|  | Semifinaler | Semifinaler | Semifinaler |   |  | Bronsmatch | Bronsmatch | Bronsmatch |  |   | Final | Final | Final |
|  |             |             |             |   |  |            |            |            |  |   |       |       |       |
|  | 1           | USA         | 4           |   |  |            |            |            |  |   |       |       |       |
|  | 2           | Japan       | 1           |   |  |            |            |            |  |   | 1     | USA   | 1     |
|  |             |             |             |   |  | 3          | Australien | 3          |  | 2 | Japan | 3     |       |
|  |             | 2           | Japan       | 4 |  |            |            |            |  |   |       |       |       |
|  | 3           | Australien  | 5           |   |  |            |            |            |  |   |       |       |       |
|  | 4           | Kanada      | 3           |   |  |            |            |            |  |   |       |       |       |

## Taekwondo
| Idrottare     | Gren             | Åttondelsfinaler         | Kvartsfinaler         | Semifinaer           | Återkval             | Bronsmatch           | Final                | Final            |
| Idrottare     | Gren             | Motståndare Resultat     | Motståndare Resultat  | Motståndare Resultat | Motståndare Resultat | Motståndare Resultat | Motståndare Resultat | Placering        |
| ------------- | ---------------- | ------------------------ | --------------------- | -------------------- | -------------------- | -------------------- | -------------------- | ---------------- |
| Ryan Carneli  | Herrarnas −58 kg | Go (PHI) W 1–0           | Khawlaor (THA) L 0–2  | Gick inte vidare     | Gick inte vidare     | Gick inte vidare     | Gick inte vidare     | Gick inte vidare |
| Burak Hasan   | Herrarnas −68 kg | López (PER) L 1–3        | Gick inte vidare      | Gick inte vidare     | Gick inte vidare     | Gick inte vidare     | Gick inte vidare     | Gick inte vidare |
| Tina Morgan   | Damernas −67 kg  | Sergerie (CAN) L 0–0 SUP | Gick inte vidare      | Gick inte vidare     | Sánchez (ARG) W 9–2  | Épangue (FRA) L 1–4  | Gick inte vidare     | 5                |
| Carmen Marton | Damernas +67 kg  | Benítes (ECU) W 2–0      | Falavigna (BRA) L 2–5 | Gick inte vidare     | Gick inte vidare     | Gick inte vidare     | Gick inte vidare     | Gick inte vidare |

## Tennis
Herrar
| Spelare                       | Gren       | Omgång 1                       | Omgång 2                                      | Åttondelsfinaler                      | Kvartsfinaler                      | Semifinaler       | Final / BM        | Final / BM       |
| Spelare                       | Gren       | Motståndare Poäng              | Motståndare Poäng                             | Motståndare Poäng                     | Motståndare Poäng                  | Motståndare Poäng | Motståndare Poäng | Placering        |
| ----------------------------- | ---------- | ------------------------------ | --------------------------------------------- | ------------------------------------- | ---------------------------------- | ----------------- | ----------------- | ---------------- |
| Chris Guccione                | Herrsingel | Blake (USA) L 3–6, 6–7(3–7)    | Gick inte vidare                              | Gick inte vidare                      | Gick inte vidare                   | Gick inte vidare  | Gick inte vidare  | Gick inte vidare |
| Lleyton Hewitt                | Herrsingel | Björkman (SWE) W 7–5, 7–6(7–2) | Nadal (ESP) L 1–6, 2–6                        | Gick inte vidare                      | Gick inte vidare                   | Gick inte vidare  | Gick inte vidare  | Gick inte vidare |
| Chris Guccione Lleyton Hewitt | Herrdubbel | i.u.                           | Calleri / Mónaco (ARG) W 4–6, 7–6(7–4), 18–16 | Nadal / Robredo (ESP) W 6–2, 7–6(7–5) | B Bryan / M Bryan (USA) L 4–6, 3–6 | Gick inte vidare  | Gick inte vidare  | Gick inte vidare |
| Paul Hanley Jordan Kerr       | Herrdubbel | i.u.                           | Aspelin / Johansson (SWE) L 6–7(7–9), 3–6     | Gick inte vidare                      | Gick inte vidare                   | Gick inte vidare  | Gick inte vidare  | Gick inte vidare |

Damer
| Spelare                       | Gren      | Omgång 1                          | Omgång 2                              | Åttondelsfinaler                                       | Kvartsfinaler     | Semifinaler       | Final / BM        | Final / BM       |
| Spelare                       | Gren      | Motståndare Poäng                 | Motståndare Poäng                     | Motståndare Poäng                                      | Motståndare Poäng | Motståndare Poäng | Motståndare Poäng | Placering        |
| ----------------------------- | --------- | --------------------------------- | ------------------------------------- | ------------------------------------------------------ | ----------------- | ----------------- | ----------------- | ---------------- |
| Casey Dellacqua               | Damsingel | Dulko (ARG) W 6–3, 6–4            | Azarenka (BLR) L 2–6, 2–6             | Gick inte vidare                                       | Gick inte vidare  | Gick inte vidare  | Gick inte vidare  | Gick inte vidare |
| Alicia Molik                  | Damsingel | Martínez Sánchez (ESP) L 1–6, 1–6 | Gick inte vidare                      | Gick inte vidare                                       | Gick inte vidare  | Gick inte vidare  | Gick inte vidare  | Gick inte vidare |
| Samantha Stosur               | Damsingel | Errani (ITA) W 6–3, 6–2           | S Williams (USA) L 2–6, 0–6           | Gick inte vidare                                       | Gick inte vidare  | Gick inte vidare  | Gick inte vidare  | Gick inte vidare |
| Casey Dellacqua Alicia Molik  | Damdubbel | i.u.                              | Pennetta / Schiavone (ITA) L 4–6, 4–6 | Gick inte vidare                                       | Gick inte vidare  | Gick inte vidare  | Gick inte vidare  | Gick inte vidare |
| Samantha Stosur Rennae Stubbs | Damdubbel | i.u.                              | Kvitová / Šafářová (CZE) W 6–1, 6–0   | Medina Garrigues / Ruano Pascual (ESP) L 6–4, 4–6, 4–6 | Gick inte vidare  | Gick inte vidare  | Gick inte vidare  | Gick inte vidare |

## Triathlon
| Triathlet         | Gren                | Simning (1,5 km) | Trans 1 | Cykling (40 km) | Trans 2 | Löpning (10 km) | Total tid  | Placering |
| ----------------- | ------------------- | ---------------- | ------- | --------------- | ------- | --------------- | ---------- | --------- |
| Courtney Atkinson | Herrarnas triathlon | 18:06            | 0:27    | 59:08           | 0:29    | 32:00           | 1:50:10,02 | 11        |
| Brad Kahlefeldt   | Herrarnas triathlon | 18:17            | 0:29    | 58:56           | 0:28    | 32:26           | 1:50:36,00 | 16        |
| Erin Densham      | Damernas triathlon  | 20:54            | 0:30    | 1:05:27         | 0:31    | 35:46           | 2:03:08,76 | 22        |
| Emma Moffatt      | Damernas triathlon  | 19:55            | 0:31    | 1:04:12         | 0:31    | 34:46           | 1:59:55,84 | 3         |
| Emma Snowsill     | Damernas triathlon  | 19:51            | 0:28    | 1:04:20         | 0:31    | 33:17           | 1:58:27,66 | 1         |

## Tyngdlyftning
- Huvudartikel: Tyngdlyftning vid olympiska sommarspelen 2008

## Vattenpolo
- Huvudartikel: Vattenpolo vid olympiska sommarspelen 2008

## Volleyboll
- Huvudartikel: Volleyboll vid olympiska sommarspelen 2008